# Vánoční bazar v Mokré Čtvrti
Vánoční bazar v Mokré Čtvrti je charitativní projekt na podporu nadačních fondů, organizací a jejich aktivit, finančními prostředky získanými prodejem věcí formou bazaru. Hlavní představitelé tohoto projektu jsou Anna Geislerová, Tatiana Vilhelmová a Peter Serge Butko, kteří charitativní bazar každoročně pořádají v prostorách Divadelní fakulty AMU v Praze. Na realizaci cílů tohoto projektu se podílí cca padesátičlenný tým, který pracuje bez nároku na honorář. 
Projekt vznikl v roce 2002 a za dobu své existence již získal přes 8 miliónů korun. Zejména v posledních letech zakončuje Vánoční bazar v Mokré Čtvrti koncertní večírek s názvem Snesitelná lehkost pití, na němž vystupuje řada umělců, kteří se na přípravě projektu nejen umělecky podílejí. 

## Finanční výtěžky z jednotlivých ročníků
| Rok  | Výtěžek                                   |
| ---- | ----------------------------------------- |
| 2003 | 50 000 Kč                                 |
| 2004 | 90 000 Kč                                 |
| 2005 | 210 000 Kč                                |
| 2006 | 510 000 Kč                                |
| 2007 | 1 080 000 Kč                              |
| 2008 | 1 350 000 Kč                              |
| 2009 | projekt z technických důvodů neuskutečněn |
| 2010 | 800 000 Kč                                |
| 2011 | 1 680 000 Kč                              |
| 2012 | 1 132 000 Kč                              |
| 2013 | zatím nezveřejněn                         |

### Oficiální stránky projektu
- www.vanocnibazar.cz